# NGC 1900
NGC 1900 (другое обозначение — ESO 85-SC68) — рассеянное скопление в созвездии Золотой Рыбы, расположенное в Большом Магеллановом Облаке. Открыто Джоном Гершелем в 1834 году. Описание Дрейера: «тусклый, довольно крупный, немного вытянутый объект, немного более яркий в середине, к северо-западу расположена звезда 7-й величины». Возраст скопления составляет 1,3 миллиарда лет, его металличность составляет около 7% от солнечной.
Этот объект входит в число перечисленных в оригинальной редакции «Нового общего каталога».